# Csehbánya
Csehbánya (németül: Böhmischhütten) község Veszprém vármegyében, az Ajkai járásban.

## Fekvése
A Magas-Bakonyban fekszik, a legközelebbi nagyobb város, Ajka központjától légvonalban 13, közúton 16 kilométerre északkeletre, Herendtől légvonalban 7, közúton 11 kilométerre északnyugatra. Bükk- és tölgyerdők veszik körül, határában ered a Torna-patak.
A közvetlenül szomszédos települések: délkelet felől Szentgál, dél felől Városlőd, délnyugat felől Kislőd, északnyugat felől pedig Németbánya. Északi, északkeleti és keleti irányból Szentgálhoz tartozó lakatlan külterületek határolják, illetve pontszerűen határos még északnyugaton Farkasgyepűvel és északon Bakonyjákóval is, bár utóbbinak lakott területe innen messze északnyugatra helyezkedik el.

### Megközelítése
Zsáktelepülés, csak közúton érhető el, a 8-as főút városlődi szakaszából észak felé kiágazó 83 114-es számú mellékúton. Nyugati határszéle mellett elhalad a 83-as főút is, de a belterületének azzal nincs kapcsolata.
Vasútvonal nem érinti, a legközelebbi vasúti csatlakozási lehetőséget a Székesfehérvár–Szombathely-vasútvonal Városlőd megállóhelye kínálja, a központjától körülbelül 5,5-6 kilométerre délre.

## Története
A Csehbánya helységnév a 19. század elején jelent meg  először a helységnévtárakban. Adler Ferdinánd városlődi hutamester 1761-ben itt alapított egy új üveghutát, és csehországi német üvegkészítő szakembereket telepített le. Az egykori üveggyár a mai templom területén helyezkedett el. A kutatások szerint az üveghuta 1760 és 1796 között működött, ahol fehér és zöld színű, különböző alakú és méretű poharakat, palackokat, valamint kerek ablaküvegeket készítettek. Miután 1796-ban püspöki utasításra, feltehetően az erdők védelmében, be kellett fejezni az üvegkészítést, a munkások egy része Németbányára, Lókútra és Pénzeskútra költözött, de a település mint Városlőd pusztája továbbra is megmaradt. A huta bezárása után a helyben maradt munkások áttértek a földművelésre és állattenyésztésre, valamint fából építőanyag és szerszámok készítésére. Az 1869-es népszámlálás idején már önálló helységként szerepelt.

## Közélete

### Polgármesterei
- 1990–1994: Dr. Straub Rozália (független)[3]
- 1994–1998: Straub László (független)[4]
- 1998–2002: Straub László (független)[5]
- 2002–2006: Ádám Renáta (független német kisebbségi)[6]
- 2006–2010: Huiber György (független)[7]
- 2010–2012: Huiber György (független)[8]
- 2013–2014: Straub Dávid (független)[9]
- 2014–2019: Straub Dávid (független)[10]
- 2019–2024: Straub Dávid (Fidesz-KDNP)[11]
- 2024– : Straub Dávid (Fidesz-KDNP)[1]

A településen 2013. január 13-án időközi polgármester-választást tartottak, az előző polgármester lemondása miatt.

## Népesség
A település népességének változása:
| Lakosok száma | 289  | 293  | 288  | 305  | 291  | 293  | 280  |
|               | 2013 | 2014 | 2015 | 2021 | 2022 | 2023 | 2024 |

A 2011-es népszámlálás során a lakosok 79%-a magyarnak, 27,8% németnek, 0,4% cigánynak mondta magát (21% nem nyilatkozott; a kettős identitások miatt az végösszeg nagyobb lehet 100%-nál). A vallási megoszlás a következő volt: római katolikus 66,9%, evangélikus 1,8%, felekezeten kívüli 4,3% (27% nem nyilatkozott).
2022-ben a lakosság 93,8%-a vallotta magát magyarnak, 17,5% németnek, 0,3-0,3% szerbnek, lengyelnek, örménynek és bolgárnak, 4,5% egyéb, nem hazai nemzetiségűnek (5,8% nem nyilatkozott; a kettős identitások miatt a végösszeg nagyobb lehet 100%-nál). Vallásuk szerint 41,6% volt római katolikus, 2,7% evangélikus, 2,1% református, 1,4% görög katolikus, 2,7% egyéb katolikus, 7,2% felekezeten kívüli (41,6% nem válaszolt).

## Nevezetességei
Csehbánya közelében találhatóak az egykori Hölgykő várának romjai.
A falu mellett áll egy kis kápolna, melyet Szűz Mária tiszteletére szenteltek.